# Сотнурский район
Сотнурский район — упразднённая административно-территориальная единица в составе Марийской АО и Марийской АССР, существовавшая в 1936—1956 годах. Административный центр — село Сотнур (с 1946 года — посёлок Красный Стекловар).
Сотнурский район был образован из части Звениговского района 19 января 1936 года в составе Марийской АО.  5 декабря 1936 года Марийская АО была преобразована в Марийскую АССР.
На 1 января 1940 территория района составляла 1,4 тыс. км². Район включал 7 сельсоветов:
- Карамаский
- Керебелякский
- Кукмарский
- Кульбашинский
- Нагоринский
- Петъяльский
- Сотнурский

6 января 1956 года Сотнурский район был упразднён.